# Герб Придніпрянського
Герб Придніпря́нського — один з офіційних символів села Придніпрянське Дніпровського району Дніпропетровської області, затверджений 10 листопада 2010 р. рішенням № 133/V сесії Любимівської сільської ради.

## Опис
Щит скошений зліва лазуровим перев'язом з сімома срібними восьмипроменевими зірками, на верхньому золотому полі стоїть козак у малиновому вбранні з рушницею на плечі і шаблею на боці, на нижньому зеленому летить срібний орел. Щит обрамований золотим декоративним картушем. На лазуровому бурелеті золотий напис «Придніпрянське».

## Значення символів
Символіка герба нагадує про історичні зв'язки із запорізьким козацтвом. Постать козака (фігура, запозичена з герба області) вказує на адміністративно-територіальну приналежність села. Сім зірок символізують сузір'я Возу і прагнення до кращого, орел — прозорливість та великодушність.